# Liste der Kölner Ratsturmfiguren

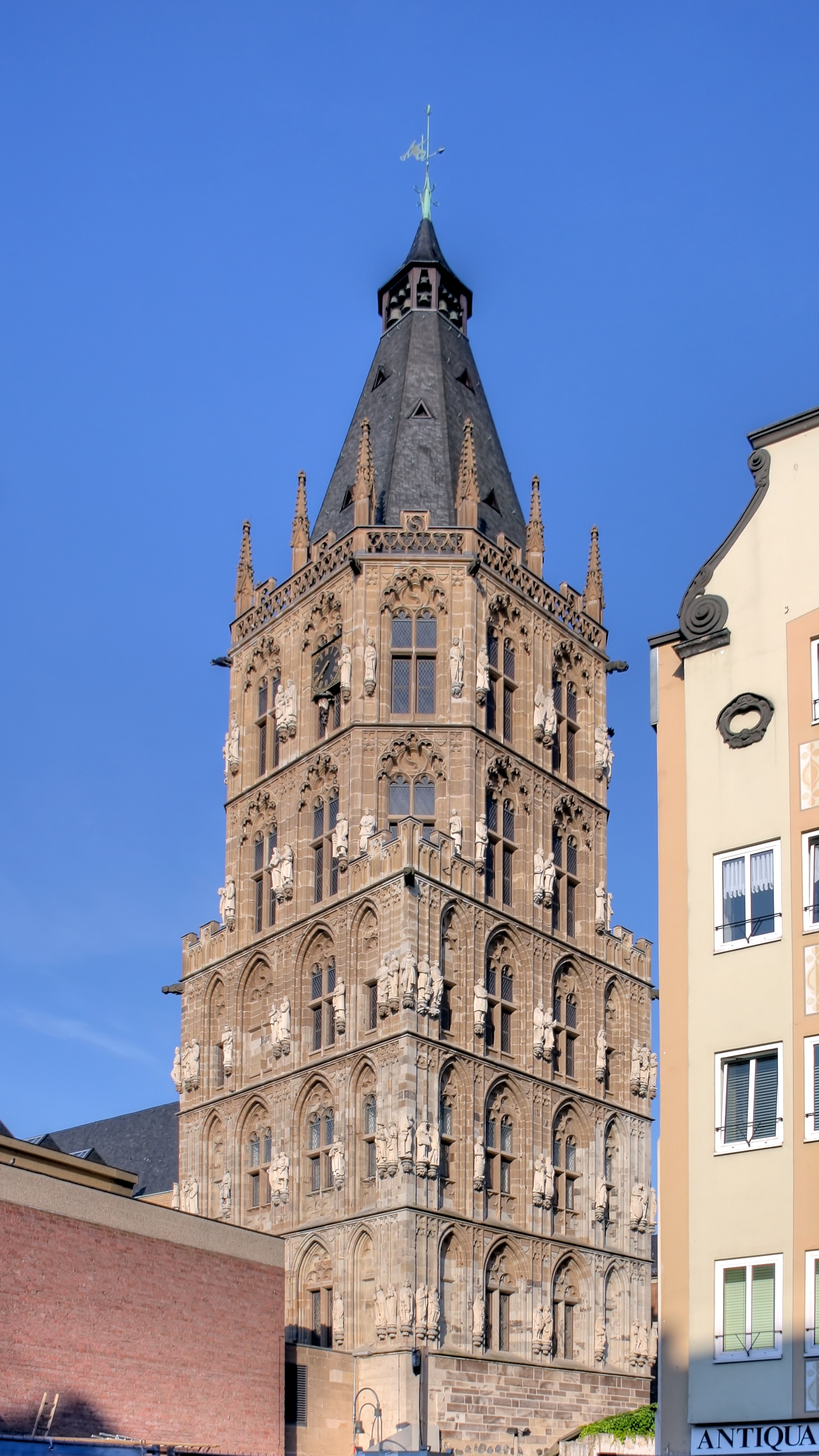
Kölner Ratsturm

Diese Liste umfasst die insgesamt 124 Figuren, die sich auf dem Kölner Ratsturm befinden.

## Vorgeschichte
Die ursprünglichen Figuren, die den Turm des historischen Rathauses geschmückt hatten, waren bereits am Ende des 17. Jahrhunderts durch Witterungseinflüsse in hohem Maß beschädigt. Wen die Figuren darstellten, ist nicht bekannt. Der Figurenschmuck des Portals, der am Ende des 18. Jahrhunderts durch baldachinartige Abdeckungen geschützt worden war, und eine daneben befindliche Ritterfigur, waren die Reste des einstigen reichen und oft gerühmten Figurenschmucks des Turms, der zum Wechsel in das 19. Jahrhundert noch vorhanden war. Es wurden dann auf Vorschlag des Direktors des Historischen Archivs der Stadt Köln Hansen zwischen 1891 und 1901 neue Figuren in Auftrag gegeben. Für diese neuen Figuren wurde vom Rat der Stadt ein Wettbewerb ausgeschrieben, nach dem für die jeweiligen Turmgeschosse Figurengruppen zu entwerfen waren, die nach Hansens Vorstellungen eine bestimmte Anordnung in ihrer Aufstellung erhalten sollten.

### Gliederung der Figurengruppen vor 1945
- Für das Erdgeschoss Figuren der für die Geschichte Kölns bedeutsamen Fürsten und Erzbischöfe
- Für das erste Obergeschoss Repräsentanten der Geschlechterherrschaft
- Für das zweite Obergeschoss mit solchen der Zünfte
- Für das dritte Obergeschoss waren Männer der Künste und der Wissenschaft vorgesehen
- Das oberste Geschoss sollte mit den Schutzheiligen der Stadt geschmückt werden

Dem 1893 durchgeführten Wettbewerb für das Erdgeschoss entstammten die ersten neun Figuren, die von den Meistern Johann Degen, Alexander Iven, Peter Kürten und Heinrich Schmitz in Baumberger Sandstein geschaffen wurden. Nachdem daraufhin mehrere Jahre nicht weiter am Figurenschmuck gearbeitet wurde, erhielt im Jahr 1900 die Kölner Bildhauervereinigung unter Leitung von Wilhelm Albermann den Auftrag für die 71 Figuren der oberen Geschosse. Ausführende waren neben Albermann die Bildhauer Degen, Rohte und Wilhelm Barutzky, Johann Baptist Schreiner, Nikolaus Steinbach, Kürten, Morgenstern, Stockmann und Dorrenbach, Altmann, Wilhelm Faßbinder und Iven. Die Figuren aus Heilbronner Sandstein wurden bis zum Jahr 1902 fertiggestellt. Die Kosten einschließlich der durch Peter Kribben geschaffenen Baldachine der Figuren beliefen sich auf 72.978 Mark.
Die Erdgeschossfiguren waren bereits 1925 so stark beschädigt, dass sie ausgetauscht werden mussten. Sie wurden nach einem erneuten Wettbewerb von den Künstlern Erwin Haller, Carl von Mering, Eduard Schmitz jun., Johann Baptist Schreiner, Brandts-Sobieski und Peter Sperling aus Muschelkalk gefertigt.

## Skulpturenausstattung der Nachkriegszeit
Rathaus und Ratsturm waren durch Bombenangriffe im Zweiten Weltkrieg beinahe ganz zerstört. Im „Trümmerhaufen“ des Ratsturms waren die Figuren der Südseite erhalten geblieben. Seit 1959 wurde am Wiederaufbau des zentralen Rathauskomplexes gearbeitet, und im Februar 1975 war der Ratsturm „in alter Form“ wiederhergestellt, jedoch noch ohne Figurenschmuck.
Das neue Skulpturenprogramm wurde ab 1981 über einen Zeitraum von fünf Jahren von einer Historikerkommission erarbeitet. Dabei sollte die Geschichte der Stadt Köln bis in die Gegenwart berücksichtigt werden, jedoch keine lebenden Personen, auch keine „negativen Figuren“ abgebildet werden. 1986 schließlich wurde das grundsätzliche Konzept beschlossen:
- Im Erdgeschoss Persönlichkeiten bis zum Ende des Mittelalters
- Im ersten bis dritten Obergeschoss chronologisch aufsteigend für das Ansehen der Stadt bedeutende Persönlichkeiten
- Im vierten Obergeschoss Schutzpatrone und Heilige der Stadt

Die dazugehörige Liste von Figuren wurde im Kulturausschuss zunächst verabschiedet; in der entscheidenden Stadtratssitzung gab es jedoch seitens der Fraktion Die Grünen erhebliche inhaltliche Einwände, in erster Linie wegen der nur fünf Frauen im gesamten Figurenprogramm. Im Oktober 1987 schließlich wurde eine überarbeitete Liste mit nun insgesamt 18 Frauen unter den insgesamt 124 abgebildeten Persönlichkeiten vorgelegt, die der Rat im Januar 1988 verabschiedete.
Die Skulpturen wurden von neun Bildhauerinnen und 48 Bildhauern aus Weiberner Tuff, einem Vulkanstein aus der Eifel, gefertigt. Fünf alte Figuren wurden restauriert wiederverwendet, alle weiteren wurden durch Stiftungen finanziert, die Kosten beliefen sich auf 2,5 Millionen DM. 1995 waren schließlich alle Figuren der dritten Generation aufgestellt.
Zur besseren Haltbarkeit hatten die Figuren eine Acrylharzvolltränkung nach dem so genannten „Ibach-Verfahren“ erhalten. Diese Versiegelung führte jedoch bereits nach kurzer Zeit zu großen Schäden, sodass die Figuren abgenommen werden mussten. Zu Beginn des Jahres 2008 begannen Bildhauer mit der Ausführung von neuen Figuren, die exakte Kopien der Vorgänger darstellten. Sie wurden aus dem französischen Savonnières-Kalkstein gefertigt. Seit November 2008 zieren wieder alle 124 Figuren den Ratsturm der Stadt Köln.

### Erdgeschoss: Herrscher und herrschergleiche Personen
| Nummer | Name                     | Lebensdaten           | Turmseite | Bildhauer (Stifter der Figur) Datum der Figurenübergabe                                                                            | Photo |
| ------ | ------------------------ | --------------------- | --------- | --- | ----- |
| 1      | Augustus                 | 63 v. – 14 n. Chr.    | Nordseite | Matthias Moritz (Kölner Brauerei-Verband e. V.) 21. August 1989                                                                    |       |
| 2      | Marcus Vipsanius Agrippa | 63/64 v. – 12 n. Chr. | Nordseite | Matthias Moritz (Kölner Brauerei-Verband e. V.) 21. August 1989                                                                    |       |
| 3      | Agrippina die Jüngere    | 15/16–59              | Nordseite | Heribert Calleen (Agrippina-Versicherung AG) 11. September 1989                                                                    |       |
| 4      | Postumus                 | † 269                 | Nordseite | Henryk Dywan (Madaus AG, Köln) 22. Oktober 1991                                                                                    |       |
| 5      | Konstantin der Große     | um 285–337            | Nordseite | Henryk Dywan (Messe- und Ausstellungsgesellschaft mbH, Köln) 10. Dezember 1991                                                     |       |
| 6      | Sigibert von Köln        | 490–um 507/08         | Nordseite | Ernst Robert Wyrobeck (Steinmetz und Bildhauer Innung Köln) 24. Oktober 1989                                                       |       |
| 7      | Plektrudis               | † um 720              | Ostseite  | Thomas Torkler (Kölner Brauerei-Verband e. V.) 13. Mai 1992                                                                        |       |
| 8      | Karl der Große           | 747/48–814            | Ostseite  | Thomas Torkler (Siemens AG, Niederlassung Köln) 7. Juli 1992                                                                       |       |
| 9      | Otto I.                  | 912–973               | Ostseite  | Georg Krautkrämer (Juwelier-, Gold- und Silberschmiedeinnung Köln) 11. Juni 1992                                                   |       |
| 10     | Theophanu                | um 959–991            | Westseite | Elisabeth Baumeister-Bühler (Greven Verlag Köln) 16. Januar 1990                                                                   |       |
| 11     | Heinrich IV.             | 1050–1106             | Westseite | unbekannt (originale Figur) |       |
| 12     | Heinrich II. (England)   | 1133–1189             | Westseite | Dennis Thies (Wolfgang Trilsbach, Köln) 15. November 1994                                                                          |       |
| 13     | Otto IV.                 | 1177–1218             | Westseite | Olaf Höhnen (Jörg P. Schäfer, Köln) 24. Oktober 1994                                                                               |       |
| 14     | Innozenz III.            | 1160/61–1216          | Westseite | Karl Matthäus Winter (Bernd Werners, Köln) 21. Oktober 1994                                                                        |       |
| 15     | Friedrich II.            | 1194–1250             | Westseite | Karl Matthäus Winter (Horst Eulenstein, Bonn) 19. Oktober 1994                                                                     |       |
| 16     | Rudolf I.                | 1218–1291             | Nordseite | Helmut Moos (Dieter, Marlies, Wolfgang und Hilke Blum, Helmut und Gisela Kauß, Herbert und Renata Päffgen, Köln) 22. Dezember 1994 |       |
| 17     | Urban VI.                | um 1317–1389          | Nordseite | Helmut Moos (Mitglieder der Universität zu Köln) 21. Mai 1991                                                                      |       |
| 18     | Friedrich III.           | 1415–1493             | Nordseite | Helmut Moos (Deutsche Exxon Chemical GmbH, Köln) 7. November 1991                                                                  |       |
| 19     | Maximilian I.            | 1459–1519             | Nordseite | Christine Karola Wulfert (Kölner Brauerei-Verband e. V.) 10. Januar 1992                                                           |       |

### Erstes Obergeschoss: Um die Stadt verdiente Persönlichkeiten
| Nummer | Name                              | Lebensdaten      | Turmseite | Bildhauer (Stifter der Figur) Datum der Figurenübergabe                                                                                         | Photo                                                  |
| ------ | --------------------------------- | ---------------- | --------- | --- | ------------------------------------------------------ |
| 20     | Hildebold von Köln                | vor 787–818      | Westseite | Adem Yılmaz, Mitarbeit von Titus Reinarz (Wilfried Recker, Köln) 1. Dezember 1994                                                               |                                                        |
| 21     | Ida (St. Maria im Kapitol)        | † 1060           | Westseite | Peter Kürten (?), originale Figur |                                                        |
| 22     | Rupert von Deutz                  | um 1065–1129     | Westseite | Stefan Kaiser (Familie Philipp M. Laufenberg, Köln) 22. Dezember 1994                                                                           |                                                        |
| 23     | Rainald von Dassel                | 1118/20–1167     | Westseite | Ernst Thevis (Christian Zschocke, Köln) 29. November 1994                                                                                       |                                                        |
| 24     | Nikolaus von Verdun               | vor 1150–1205    | Westseite | Wilhelm Albermann (?), originale Figur |                                                        |
| 25     | Sela Jude                         | um 1180–n. 1230  | Westseite | Petra Astrid Kroll (Karstadt AG, Köln) 10. Dezember 1991                                                                                        |                                                        |
| 26     | Gerhard Unmaze                    | † um 1198        | Westseite | Rainer Walk (Wilhelm Oberwalleney, Köln) 29. November 1991                                                                                      |                                                        |
| 27     | Konrad von Hochstaden             | um 1205–1261     | Westseite | Rainer Walk (Vermittlung von Karl-Heinz Lang, Commerzbank, Köln) 30. Oktober 1991                                                               |                                                        |
| 28     | Gerhard von Riele                 | † um 1261        | Nordseite | Hilarius Schwarz (Hans Langemann, Köln) 4. Oktober 1989                                                                                         |                                                        |
| 29     | Matthias Overstolz                | † um 1268        | Nordseite | Wolfgang Binding, Mitarbeit von Daniel Hein (moderne stadt GmbH, Köln) 4. Februar 1992                                                          |                                                        |
| 30     | Gerhard Overstolz                 | † 1288           | Nordseite | Wolfgang Binding, Mitarbeit von Norbert Meyer (Heinz Schmalen, Köln) 4. Februar 1992                                                            |                                                        |
| 31     | Gottfried Hagen                   | vor 1286–um 1300 | Nordseite | Karl Matthäus Winter (Ruth und Helmut Lingen, Köln) 10. März 1992                                                                               |                                                        |
| 32     | Johann I. (Brabant)               | 1252/53–1294     | Nordseite | Elisabeth Perger (Hotel- und Gaststättenverband Nordrhein e. V., Köln, Leverkusen, Erftkreis, Rheinisch-Bergischer Kreis) 17. Januar 1992       |                                                        |
| 33     | Meister Eckhart                   | um 1260–1328     | Nordseite | Elisabeth Perger (Alfred H. Schütte GmbH & Co. KG, Köln) 31. Oktober 1990                                                                       |                                                        |
| 34     | Hilger Quattermart von der Stesse | um 1340–1398     | Nordseite | Andreas Rosenkranz (Vorstand und Beirat des Einzelhandelsverbandes Bezirk Köln e. V.) 4. Dezember 1991                                          |                                                        |
| 35     | Stefan Lochner                    | um 1400–1451     | Nordseite | Hans Karl Burgeff (Annemarie und Helmut Börner-Stiftung, Köln) 23. Januar 1990                                                                  |                                                        |
| 36     | Heinrich von Beeck                | 15. Jh.          | Nordseite | Hans Karl Burgeff (Annemarie und Helmut Börner-Stiftung, Köln) 23. Januar 1990                                                                  |                                                        |
| 37     | Ulrich Zell                       | † 1507 (?)       | Nordseite | Hans Karl Burgeff (Nachkommen Joseph Bachem, Köln) 12. Mai 1992                                                                                 |                                                        |
| 38     | Fygen Lutzenkirchen               | † nach 1515      | Ostseite  | Wolfgang Reuter (Modehaus Jacobi, Köln) 11. Februar 1992                                                                                        |                                                        |
| 39     | Heinrich Agrippa von Nettesheim   | 1486–1535        | Ostseite  | Wolfgang Reuter (Westdeutsche Lotterie GmbH & Co. OHG, Köln) 11. Februar 1992                                                                   |                                                        |
| 40     | Hermann von Neuenahr der Ältere   | 1492–1530        | Ostseite  | Karl-Josef Dierkes (Heinz G. Endres, Köln) 26. Juni 1991                                                                                        |                                                        |
| 41     | Adolf Clarenbach                  | um 1495–1529     | Ostseite  | Rudolf Wuttke (Evangelischer Stadtkirchenverband Köln) 31. März 1992                                                                            |                                                        |
| 42     | Anton Woensam                     | vor 1500–1541    | Ostseite  | Rudolf Wuttke (Allianz Versicherungs AG, Niederlassung Köln) 31. März 1992                                                                      |                                                        |
| 43     | Arnold von Siegen                 | um 1490–1578     | Ostseite  | Wilhelm Albermann (?), originale Figur |                                                        |
| 44     | Johannes Gropper                  | 1503–1559        | Ostseite  | Erwin Nöthen (Alfred Freiherr von Oppenheim, Köln) 20. Dezember 1994                                                                            |                                                        |
| 45     | Hermann von Weinsberg             | 1518–1597        | Ostseite  | Erwin Nöthen (Annemarie und Helmut Börner-Stiftung, Köln) 20. Dezember 1994                                                                     |                                                        |
| 46     | Heinrich Sudermann                | um 1520–1591     | Südseite  | Erwin Nöthen (Firma Oertel & Prümm GmbH, Heinz Kleinen, Köln) 23. September 1994                                                                |                                                        |
| 47     | Michael von Aitzing               | um 1530–1598     | Südseite  | Alexander Iven, originale Figur | Skulpturen des Kaspar Ulenberg und Michael von Aitzing |
| 48     | Caspar Ulenberg                   | 1548–1617        | Südseite  | Titus Reinarz (Maria Freeicks, Gisela Mirgel-Kunze, Hajo Fischer, Hans-Wilhelm Möller, Franz Schneider, Josef Schramml, Köln) 29. November 1994 | Skulpturen des Kaspar Ulenberg und Michael von Aitzing |
| 49     | Peter Paul Rubens                 | 1577–1640        | Südseite  | Hans Karl Burgeff (Dietrich C. und Marie-Luise Zschocke, Köln) 23. November 1994                                                                | Skulptur des Peter Paul Rubens                         |

### Zweites Obergeschoss: Um die Stadt verdiente Persönlichkeiten
| Nummer | Name                               | Lebensdaten      | Turmseite | Bildhauer (Stifter der Figur) Datum der Figurenübergabe | Photo |
| ------ | ---------------------------------- | ---------------- | --------- | --- | ----- |
| 50     | Jan von Werth                      | 1591–1652        | Südseite  | Hans-Joachim Bergmann (Verein der Freunde und Förderer des Jan-van-Werth-Hauses e. V., Köln) 23. Februar 1990                                                                              |       |
| 51     | Joost van den Vondel               | 1587–1679        | Westseite | Paul de Swaaf (Regierung des Königreichs der Niederlande) 24. September 1991 |       |
| 52     | Aegidius Gelenius                  | 1595–1656        | Westseite | Paul de Swaaf (Kreissparkasse Köln) 3. September 1991 |       |
| 53     | Melchior von Reidt                 | vor 1590–n. 1624 | Westseite | Marlene Dammin (Achim Beckmann, Köln) 5. Februar 1991 |       |
| 54     | Katharina Henot                    | † 1627           | Westseite | Marianne Lüdicke (Hiltrud Kier, Köln) 12. Mai 1989 |       |
| 55     | Friedrich Spee von Langenfeld      | 1591–1635        | Westseite | Marianne Lüdicke (Provinzial Versicherung, Köln und Düsseldorf) 28. November 1990 |       |
| 56     | Anna Maria de Heers                | um 1610–1666     | Westseite | Paul Nagel (Schulpflegschaften des Gymnasiums und der Realschule der Ursulinenschule, Köln) 22. Oktober 1990                                                                               |       |
| 57     | Anna Maria van Schurman            | 1607–1678        | Westseite | Elisabeth Perger (Kölner Frauengeschichtsverein, gemeinsam mit der Agrippina Versicherung AG, Köln) 4. März 1991                                                                           |       |
| 58     | Nikolaus Gülich                    | 1644–1686        | Westseite | Jürgen Schreiber (Mitarbeiter der Stadtverwaltung Köln) 23. Februar 1990 |       |
| 59     | Johann Maria Farina                | 1685–1766        | Nordseite | Olaf Höhnen (Annemarie und Helmut Börner-Stiftung, Köln) 18. März 1991 |       |
| 60     | Ferdinand Franz Wallraf            | 1748–1824        | Nordseite | Johann Peter Schilling (informedia verlags-gmbh, Köln) 12. September 1989 |       |
| 61     | Heinrich Gottfried Wilhelm Daniels | 1754–1827        | Nordseite | Johann Peter Schilling (Kölner Richter, Staatsanwälte, Rechtsanwälte und Notare) 11. Juni 1992                                                                                             |       |
| 62     | Maria Clementine Martin            | 1775–1843        | Nordseite | Elisabeth Perger (Vertriebsgesellschaft mbH Maria Clementine Martin Klosterfrau, Köln) 24. Oktober 1989                                                                                    |       |
| 63     | Peter Heinrich Merkens             | 1777–1854        | Nordseite | Stefan Kaiser (Colonia Versicherung, Köln) 14. Januar 1991 |       |
| 64     | Sulpiz Boisserée                   | 1783–1854        | Nordseite | Stefan Kaiser (Stiftergemeinschaft Boisserée, Köln) 14. Januar 1991 |       |
| 65     | Georg Simon Ohm                    | 1789–1854        | Nordseite | Stefan Kaiser (GEW Köln AG) 17. März 1989 |       |
| 66     | Friedrich Wilhelm IV.              | 1795–1861        | Nordseite | Hon Sang Tong (Wilhelm Bausinger und Horst Loosen, Köln) 1. Oktober 1990 |       |
| 67     | Ernst Friedrich Zwirner            | 1802–1861        | Nordseite | Hon Sang Tong (Vermittlung durch den Zentral-Dombau-Verein zu Köln) 24. Oktober 1990 |       |
| 68     | Robert Blum                        | 1807–1848        | Nordseite | Hon Sang Tong (Sozialistische Jugend Deutschlands – Die Falken, Gruppe Robert Blum mit der Stadtsparkasse Köln) 21. Oktober 1992                                                           |       |
| 69     | Ludolf Camphausen                  | 1803–1890        | Ostseite  | Michael Eichhorn (Arbeitgeberverband der Metall- und Elektroindustrie, Köln) 18. März 1991                                                                                                 |       |
| 70     | Abraham Oppenheim                  | 1804–1878        | Ostseite  | Michael Eichhorn (Bankhaus Sal. Oppenheim jr. & Cie., Köln) 11. September 1991 |       |
| 71     | August Reichensperger              | 1808–1895        | Ostseite  | Hans Otto Lohrengel (Heinrich Heinen, Köln) 20. November 1989 |       |
| 72     | Karl Joseph Daniel DuMont          | 1811–1861        | Ostseite  | Theo Heiermann (Firma M. DuMont Schauberg, Köln) 1. Oktober 1990 |       |
| 73     | Ferdinand Hiller                   | 1811–1885        | Ostseite  | Theo Heiermann (Hannemarie Valder mit Claudia Valder-Knechtges, Franz Xaver Ohnesorg sowie zahlreiche Musikfreunde, Köln) 14. Mai 1991                                                     |       |
| 74     | Mathilde Franziska Anneke          | 1817–1884        | Ostseite  | Katharina Hochhaus (Arbeitsgemeinschaft sozialdemokratischer Frauen, SPD-Unterbezirk Köln, gemeinsam mit der Sparkassen-Stiftung zur Förderung rheinischen Kulturgutes, Köln) 2. Juni 1992 |       |
| 75     | Moses Hess                         | 1812–1875        | Ostseite  | Heribert Calleen (Westdeutsche Rundfunkwerbung GmbH, Köln) 23. Juni 1992 |       |
| 76     | Gustav von Mevissen                | 1815–1899        | Ostseite  | Heribert Calleen (Industrie- und Handelskammer zu Köln und Otto Wolff AG, Köln) 23. Juni 1992                                                                                              |       |
| 77     | Jacques Offenbach                  | 1819–1880        | Südseite  | Klaus Balke (EMI Electrola GmbH, Köln) 14. Mai 1991 |       |
| 78     | Karl Marx                          | 1818–1883        | Südseite  | Helmut Moos (Sozialdemokratische Partei Deutschlands, Unterbezirk Köln) 6. September 1988                                                                                                  |       |
| 79     | Hermann Heinrich Becker            | 1820–1885        | Südseite  | Helmut Moos (Vermittlung durch die Stadtsparkasse Köln) 21. Oktober 1992 |       |
| 80     | Franz Carl Guilleaume              | 1834–1887        | Südseite  | Georg Paul Maria Ahrens (Felten & Guilleaume Energietechnik AG, Köln) 4. Dezember 1991 |       |

### Drittes Obergeschoss: Um die Stadt verdiente Persönlichkeiten
| Nummer | Name                   | Lebensdaten | Turmseite | Bildhauer (Stifter der Figur) Datum der Figurenübergabe                                                                                              | Photo |
| ------ | ---------------------- | ----------- | --------- | --- | ----- |
| 81     | Max Bruch              | 1838–1920   | Südseite  | Olaf Höhnen (Köln Musik GmbH mit Hannemarie Valder und Claudia Valder-Knechtges, Köln) 6. Januar 1990                                                |       |
| 82     | Nicolaus August Otto   | 1832–1891   | Südseite  | Theo Heiermann (Klöckner-Humboldt-Deutz AG, Köln) 5. November 1990                                                                                   |       |
| 83     | Eugen Langen           | 1833–1895   | Südseite  | Theo Heiermann (Klöckner-Humboldt-Deutz AG, Köln) 5. November 1990                                                                                   |       |
| 84     | Hermann Josef Stübben  | 1845–1936   | Westseite | Karl Matthäus Winter (Robert Perthel GmbH & Co. KG, Köln) 1. August 1990                                                                             |       |
| 85     | Mathilde von Mevissen  | 1848–1924   | Westseite | Sepp Hürten (BAB-Immobiliengruppe, Köln/Bonn) 25. Februar 1992                                                                                       |       |
| 86     | Karl Trimborn          | 1854–1921   | Westseite | Sepp Hürten (Westdeutsche Lotterie GmbH & Co. OHG, Köln) 25. Februar 1992                                                                            |       |
| 87     | Wilhelm Marx           | 1863–1946   | Westseite | Karl-Josef Dierkes (Strabag Bau-AG, Köln) 10. Januar 1992                                                                                            |       |
| 88     | Max Isidor Bodenheimer | 1865–1940   | Nordseite | Erwin Nöthen (Klaus Kunkel und Stiftergemeinschaft, Köln) 17. Januar 1992                                                                            |       |
| 89     | Benedikt Schmittmann   | 1872–1939   | Nordseite | Toni Zenz (Benedikt Schmittmann- und Helene Wahlen-Stiftung, Köln) 6. März 1990                                                                      |       |
| 90     | Georg Fritze           | 1874–1939   | Nordseite | Joachim Droll (Evangelische Gemeinde Köln) 29. Januar 1992                                                                                           |       |
| 91     | Hans Böckler           | 1875–1951   | Nordseite | Titus Reinarz (Deutscher Gewerkschaftsbund, Kreis Köln) 16. Februar 1990                                                                             |       |
| 92     | Konrad Adenauer        | 1876–1967   | Nordseite | Titus Reinarz (Rheinbraun AG, Köln) 7. November 1991                                                                                                 |       |
| 93     | Willi Ostermann        | 1876–1936   | Nordseite | Herbert Labusga (Willi-Ostermann-Gesellschaft Köln e. V., Köln) 11. November 1991                                                                    |       |
| 94     | Amalie Lauer           | 1882–1950   | Nordseite | Katharina Hochhaus (Katholischer Deutscher Frauenbund, Köln gemeinsam mit dem Arbeitskreis der katholischen Frauenverbände in Köln) 26. Februar 1993 |       |
| 95     | Joseph Kardinal Frings | 1887–1978   | Nordseite | Elmar Hillebrand (Stadt Köln) 1. Oktober 1990 |       |
| 96     | Christine Teusch       | 1888–1968   | Ostseite  | Klaus Kampert (Firma Muehlens KG, Köln) 1. Oktober 1991                                                                                              |       |
| 97     | Wilhelm Sollmann       | 1881–1951   | Ostseite  | Hans Karl Burgeff (Kaufhof Holding AG, Köln) 15. Juli 1991                                                                                           |       |
| 98     | Josef Haubrich         | 1889–1961   | Ostseite  | Hans Karl Burgeff (Irene und Peter Ludwig, Aachen) 26. Juni 1991                                                                                     |       |
| 99     | Hertha Kraus           | 1897–1968   | Ostseite  | Majka Wichner (Koerfer'sche Verwaltungsgesellschaft mbH, Köln) 29. Januar 1992                                                                       |       |
| 100    | Bernhard Letterhaus    | 1894–1944   | Südseite  | Martin Krämer (1. FC Köln) 28. Januar 1992 |       |
| 101    | Irmgard Keun           | 1905–1982   | Südseite  | Marieluise Schmitz-Helbig (Gemeinschaft Kölner Buchhändler, Initiator Fridolin Hemmes, Köln) 1. Oktober 1991                                         |       |
| 102    | Heinrich Böll          | 1917–1985   | Südseite  | Olaf Höhnen (Vermittlung durch Richard von Weizsäcker, Berlin/Bonn) 10. März 1992                                                                    |       |

### Viertes Obergeschoss: Schutzheilige („Kölner Himmel“)
| Nummer | Name                  | Lebensdaten     | Turmseite | Bildhauer (Stifter der Figur) Datum der Figurenübergabe                                                                           | Photo |
| ------ | --------------------- | --------------- | --------- | --- | ----- |
| 103    | Petrus                | † um 67         | Nordseite | John Michael Bachem (Walter Spiess) 4. Februar 1991                                                                               |       |
| 104    | Kaspar                |                 | Nordseite | Elisabeth Perger (Berlin-Kölnische Versicherungen, Köln) 3. Dezember 1992                                                         |       |
| 105    | Melchior              |                 | Nordseite | Elisabeth Perger (Vermittlung durch die Dombauhütte Köln und Dombaumeister Arnold Wolff, Köln) 3. Dezember 1992                   |       |
| 106    | Balthasar             |                 | Nordseite | Elisabeth Perger (Peter, Renate, Philip und Katharina Jungen, Köln) 3. Dezember 1992                                              |       |
| 107    | Gereon von Köln       | um 270 – 304    | Nordseite | Matthias Moritz (Gerling, Köln) 18. September 1990                                                                                |       |
| 108    | Ursula von Köln       | 4. Jh.          | Nordseite | Rainer Walk (Kreishandwerkerschaft Köln) 20. Juni 1989                                                                            |       |
| 109    | Maternus              | † um 328        | Ostseite  | Georg Krautkrämer (Kölner Bank, Köln) 30. April 1990                                                                              |       |
| 110    | Severin von Köln      | um 400          | Ostseite  | Walter Hutz (Hans Imhoff, Köln) 16. Juni 1992                                                                                     |       |
| 111    | Evergislus            | † um 594        | Ostseite  | Walter Hutz (Firma Heinrich Schmitz KG, Köln) 17. Juni 1992                                                                       |       |
| 112    | Kunibert von Köln     | um 600–663      | Ostseite  | Majka Wichner (Bauunternehmung Schorn GmbH & Co. KG, Köln) 3. Mai 1990                                                            |       |
| 113    | Weißer Ewald          | † 695 (?)       | Südseite  | Hans Otto Lohrengel (Agrippina Versicherung AG, Köln mit Firma Gebr. von der Wetteren GmbH, Köln) 30. Oktober 1991                |       |
| 114    | Schwarzer Ewald       | † 695 (?)       | Südseite  | Klaus Balke (REWE-Zentral-Aktiengesellschaft, Köln) 22. Juni 1992                                                                 |       |
| 115    | Agilolf von Köln      | 8. Jh.          | Südseite  | Elisabeth Baumeister-Bühler (Gothaer Versicherungsbank, Köln) 30. April 1990                                                      |       |
| 116    | Bruno I.              | 925–965         | Südseite  | John Michael Bachem (Deutsche Bank, Geschäftsleitung Köln) 10. September 1990                                                     |       |
| 117    | Heribert von Köln     | um 970–1021     | Südseite  | Friedrich Lindenthal (Landschaftsverband Rheinland, Köln) 28. November 1990                                                       |       |
| 118    | Anno II.              | um 1010–1075    | Südseite  | Werner Franzen (Nordstern Versicherungs-AG, Köln gemeinsam mit Kölnische Rückversicherungs-Gesellschaft AG, Köln) 8. Oktober 1990 |       |
| 119    | Bruno von Köln        | um 1027/30–1101 | Westseite | Andreas Rosenkranz (Gesellschaft für schlüsselfertiges Bauen mbH, Köln) 10. Mai 1990                                              |       |
| 120    | Engelbert I. von Köln | 1185/86–1225    | Westseite | Titus Reinarz (Nordrhein-Westfalen-Stiftung Naturschutz, Heimat- und Kulturpflege, Düsseldorf) 28. Mai 1992                       |       |
| 121    | Albertus Magnus       | um 1193–1280    | Westseite | Titus Reinarz (Elektroinnung Köln) 12. Dezember 1986                                                                              |       |
| 122    | Johannes Duns Scotus  | um 1265–1308    | Westseite | Andreas Dilthey (Modehaus Franz Sauer, Köln) 10. September 1991                                                                   |       |
| 123    | Adolph Kolping        | 1813–1865       | Nordseite | Dieter Heuft (Kölner Dreigestirn der Session 1987, gemeinsam mit Günter Eich, Köln) 28. November 1990                             |       |
| 124    | Edith Stein           | 1891–1942       | Nordseite | Paul Nagel (Erzbistum Köln) 12. Mai 1992                                                                                          |       |